# Туймекент
Туймеке́нт (каз. Түймекент) — село у складі Байзацького району Жамбильської області Казахстану. Адміністративний центр Туймекентського сільського округу.
До 1993 року село називалося Будьонновка.
Населення — 7405 осіб (2021; 5195 у 2009, 4511 у 1999, 4430 у 1989).